# Micca-Klasse
Die Micca-Klasse war eine Klasse von sechs U-Booten der Regia Marina. Die für einen Einsatz im Mittelmeer entworfenen Boote waren wegen Verzögerungen bei der Auslieferung zum Großteil erst nach Ende des Ersten Weltkrieges einsatzbereit.

## Baugeschichte
Die Micca-Klasse war der erste Versuch der italienischen Marine, U-Boote mit großer Verdrängung für den Einsatz im gesamten Mittelmeer anzuschaffen. Im Gegensatz zu der von Cesare Laurenti entworfenen Pacinotti-Klasse, die für den Einsatz im Ionischen und Tyrrhenischen Meer entworfen und in der Fiat-Werft San Giorgio in Muggiano gebaut wurde, sollte die Micca-Klasse nicht an private Auftragnehmer vergeben werden. Mit der Planung wurde schließlich das Comitato Progetto Navi, eine dem italienischen Marineministerium direkt unterstehende Projektabteilung, betraut. Die Projektaufsicht unterstand dem Marineingenieur Virginio Cavallini.
Drei der sechs Boote des kurz vor dem italienischen Kriegseintritt in den Ersten Weltkrieg erteilten Auftrages sollten ursprünglich im Marinearsenal in Venedig gebaut werden. Wegen der Nähe zur Front disponierte man jedoch um, so dass alle beim Marinearsenal in La Spezia in Auftrag gegeben wurden. Die Boote der Micca-Klasse lehnten sich an die vom Marineingenieur Cesare Laurenti entworfenen U-Boote an, besaßen aber einige von Ugo Cavallini eingebrachte signifikante Neuerungen.
Nachdem sich im Laufe des Krieges herausstellte, dass die k.u.k. Kriegsmarine ihre Einsätze auf die Adria beschränkte, zog man Ressourcen aus dem Projekt, um den Bau der für die Adria bestimmten Küsten-U-Boote zu beschleunigen. Die Folge war, dass drei der sechs bestellten Boote erst in letzten Kriegswochen und zwei sogar erst nach Kriegsende in Dienst gestellt wurden. Wegen der Verzögerung waren sie bei ihrer Auslieferung technisch bereits überholt und entsprachen auch nicht mehr den taktischen Anforderungen des U-Bootkrieges. Zudem erwies sich die Micca-Klasse als reparaturanfällig und trotz wiederholter Überholungen als wenig effizient.

## Boote der Klasse
| Boot                   | Bauwerft                | Kiellegung         | Stapellauf         | Indienststellung   |
| ---------------------- | ----------------------- | ------------------ | ------------------ | ------------------ |
| Pietro Micca           | Marinearsenal La Spezia | 20. September 1915 | 3. Juni 1917       | 28. September 1917 |
| Luigi Galvani          | Marinearsenal La Spezia | 20. September 1915 | 26. Januar 1918    | 16. Juni 1918      |
| Evangelista Torricelli | Marinearsenal La Spezia | 2. September 1915  | 16. Juni 1918      | September 1918     |
| Lazzaro Mocenigo       | Marinearsenal La Spezia | Februar 1916       | 28. September 1918 | 1. Oktober 1918    |
| Angelo Emo             | Marinearsenal La Spezia | Februar 1916       | 23. Februar 1919   | 1919               |
| Lorenzo Marcello       | Marinearsenal La Spezia | Februar 1916       | 26. Juli 1919      | 16. August 1919    |

Quellen

## Einsatzgeschichte

### Pietro Micca
Das Typboot war nach dem piemontischen Kriegshelden Pietro Micca benannt. Die Pietro Micca wurde nach ihrer Indienststellung im September 1917 bis August 1918 als Ausbildungsboot genutzt. Erst Ende 1918 wurde es dem U-Boot-Geschwader in La Spezia unterstellt. Bis zum Kriegsende im November 1918 wurde das Boot im Tyrrhenischen Meer zum Schutz der Seewege und zur Abwehr feindlicher U-Boot-Angriffe eingesetzt. Zwischen 1920 und 1930 diente es mehrmals als Ausbildungsboot. Am 2. Juni 1930 wurde das Boot schließlich außer Dienst gestellt.
1935 wurde ein gleichnamiges minenlegendes U-Boot in Dienst gestellt.

### Luigi Galvani
Das nach dem Arzt und Naturforscher Luigi Galvani benannte Boot wurde wie das Schwesterboot Pietro Micca ebenfalls noch vor Kriegsende in Dienst genommen, kam aber nach der Ausbildung der Mannschaft zu keinem Kriegseinsatz mehr. In der Folge diente es als Ausbildungsboot im Mittelmeer. Nach einer Generalüberholung der Maschinenanlage 1927 wurde es danach nur noch gelegentlich für kurze Übungsfahrten genutzt und am 1. Januar 1938, als letztes Boot der Micca-Klasse, schließlich außer Dienst gestellt. Zu dem Zeitpunkt befand sich ein gleichnamiges Boot der Brin-Klasse bereits im Bau, das am 22. Mai 1938 vom Stapel lief.

### Evangelista Torricelli
Das Boot, benannt nach dem Physiker und Mathematiker Evangelista Torricelli, wurde Anfang Oktober 1918 in Dienst gestellt. Bei Kriegsende war die Ausbildung der Mannschaft noch nicht abgeschlossen, so dass die Evangelista Torricelli zu keinem Einsatz im Ersten Weltkrieg mehr kam. Bis zu ihrer Desarmierung 1927 wurde das Boot für die Ausbildung und für technische Versuche mit dem Hydrophon eingesetzt. Am 1. Oktober 1930 wurde es außer Dienst gestellt.
Auf den Namen Evangelista Torricelli wurden noch zwei weitere Boote der Regia Marina getauft. Am 10. Dezember 1933 lief die Evangelista Torricelli der Archimede-Klasse vom Stapel. Das Boot wurde 1937 an die spanische Marine der Nationalisten abgegeben. Als Ersatz lief eine dritte Evangelista Torricelli der Brin-Klasse 1939 vom Stapel.

### Lazzaro Mocenigo
Benannt nach dem venezianischen Admiral Lazzaro Mocenigo wurde das Boot am 1. Oktober 1918 in Dienst gestellt. Unter dem Kommando von Fregattenkapitän Mario Falangola kam die Lazzaro  Mocenigo bis zur Unterzeichnung des Waffenstillstandes am 3. November 1918 zu keinem Kriegseinsatz mehr. Im Juli 1919 wurde es nach Genua abkommandiert, nachdem es dort im Zuge des Biennio rosso zu Unruhen mit einem Todesopfer gekommen war. Bis 1925 unterstand es dem 1. U-Boot-Geschwader in La Spezia. Anschließend wurde das Boot der Marineakademie in Livorno zur Verfügung gestellt. Wegen mehrerer durch Maschinenprobleme bedingter Havarien wurde die Lazzaro  Mocenigo am 21. Januar 1928 außer Dienst gestellt. Auf der Lazzaro  Mocenigo dienten neben Mario Falangola weitere Kapitäne, die später hochrangige Positionen in der italienischen Marine einnahmen, wie Antonio Legnani, Marinechef der faschistischen Republikanischen Nationalmarine, sowie die Admirale Guglielmo Bernucci und Edoardo Somigli.
Ein zweites der Marcello-Klasse zugehöriges, gleichnamiges U-Boot lief am 20. November 1937 vom Stapel. 1968 wurde ein drittes U-Boot mit dem Namen Lazzaro Mocenigo der Toti-Klasse in Dienst gestellt.

### Angelo Emo
Namensgeber des Bootes war der venezianische Großadmiral Angelo Emo. Das erst mehrere Monate nach Kriegsende in Dienst gestellte Boote diente bis 1925 unter anderem für die Ausbildung  der Seekadetten der Marineakademie in Livorno. Am 21. November 1921 nahm bei einer Tauchübung vor Sanremo an der ligurischen Küste Margarethe von Italien, die Mutter des italienischen Königs Viktor Emanuel III., teil. 1929 wurde die Angelo Emo wegen anhaltender Maschinenprobleme desarmiert und schließlich am 1. Oktober 1930 außer Dienst gestellt.
Am 29. Juni 1938 lief ein zweites auf Angelo Elmo getauftes U-Boot der Marcello-Klasse vom Stapel.

### Lorenzo Marcello
Benannt nach dem venezianischen Admiral Lorenzo Marcello war es das letzte Boote der Micca-Klasse, das in Dienst gestellt wurde. Es kam ausschließlich für die Ausbildung im Tyrrhenischen Meer und bei einigen Seemanövern zum Einsatz. 1931 wurde es von der Marinebasis La Spezia in die Marinebasis Tarent überführt und dort am 10. April 1937 außer Dienst gestellt.
Die Regia Marina taufte wenige Monate nach der Außerdienststellung der Lorenzo Marcello ein zweites U-Boot der Marcello-Klasse auf diesen Namen.